# Ligue coloniale du Reich
La Ligue coloniale du Reich (Reichskolonialbund, RKB) était un organisme allemand qui chapeautait toutes les associations coloniales allemandes pendant le Troisième Reich. Elle fut active entre 1936 et 1943 et dirigée Franz Ritter von Epp.